# Rozstrzenie oskrzeli
Rozstrzenie oskrzeli – choroba dróg oddechowych, będąca nieodwracalnym rozszerzeniem światła oskrzeli w wyniku uszkodzenia ich ściany.

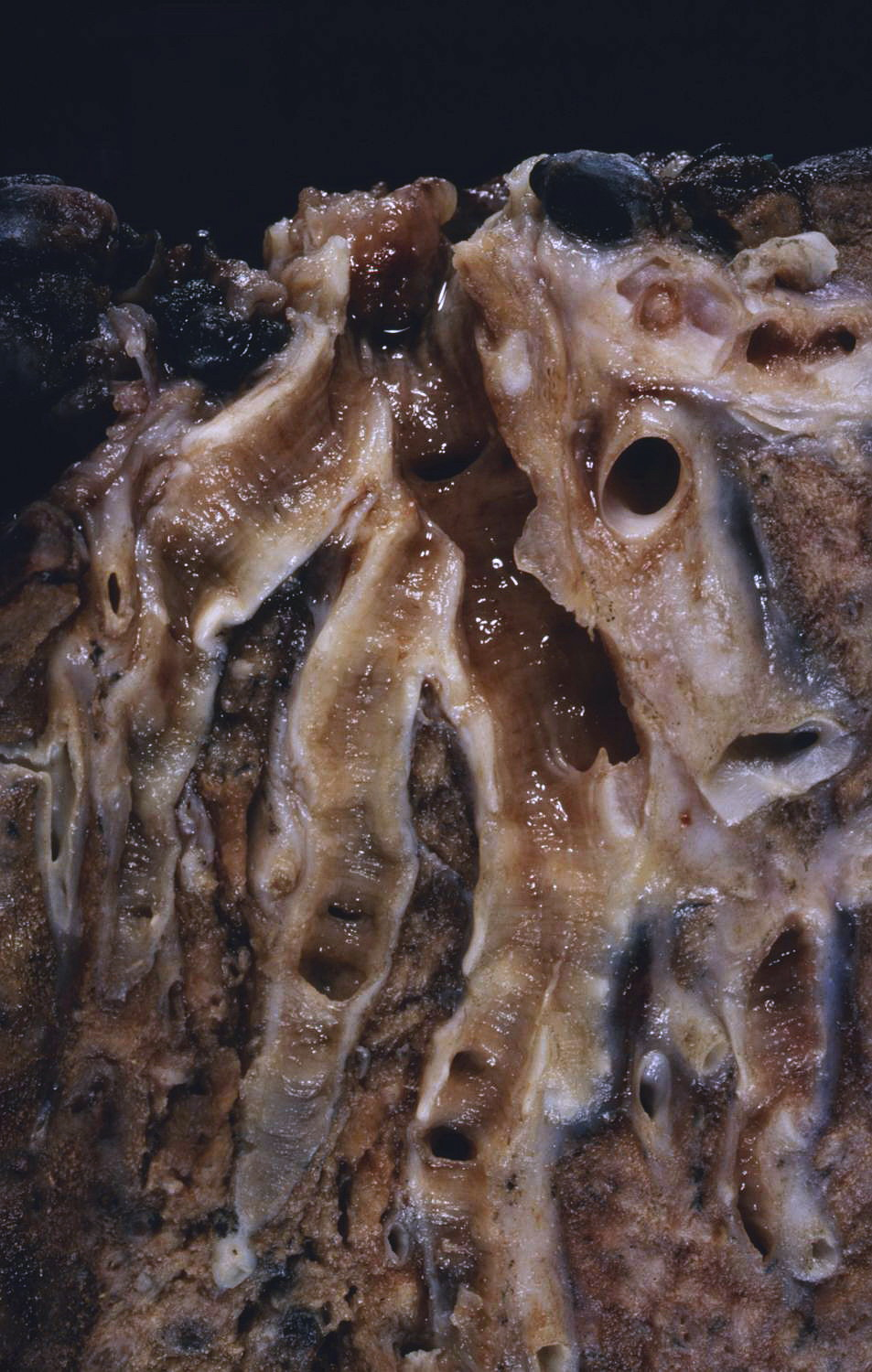
Rozstrzenie oskrzeli wtórne do guza całkowicie zamykającego światło oskrzela (rakowiak niewidoczny na zdjęciu). Poszerzenie oskrzeli rozwija się dystalnie względem guza

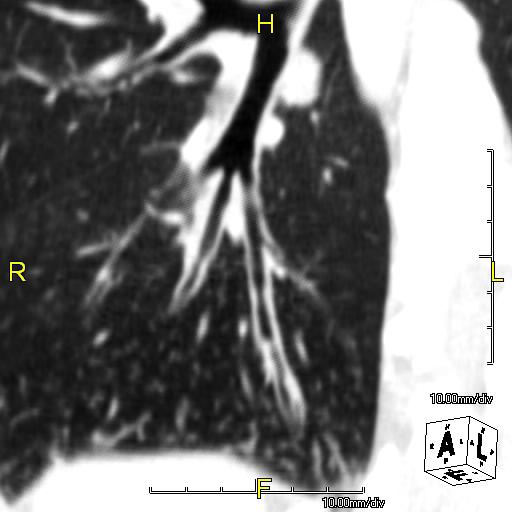
Obraz w tomografii komputerowej w płaszczyźnie strzałkowej ukośnej ukazujący cylindryczne rozstrzenie oskrzeli u pacjenta z zespołem Kartagenera.

## Podział
Ze względu na etiologię:
- wrodzone – w przebiegu mukowiscydozy, zespołu Younga, pierwotnej dyskinezy rzęsek, zespołu Mounier-Kuhna, wad wrodzonych struktury płuca (sekwestracja, agenezja, hipoplazja, zespół Swyera-Jamesa), pierwotnych niedoborów odporności, niedoboru alfa1-antytrypsyny lub jej nieprawidłowej czynności.
- nabyte – w przebiegu ciężkich zakażeń bakteryjnych (gronkowce, Klebsiella pneumoniae, Bordetella pertussis, Mycobacterium tuberculosis, Mycobacterium avium complex) i wirusowych (wirus odry), chorób prowadzących do włóknienia płuc (sarkoidoza, pylica płuc, reumatoidalne zapalenie stawów, idiopatyczne włóknienie płuc, zesztywniające zapalenie stawów kręgosłupa, zespół Sjögrena), działania toksycznych gazów, uszkodzenia termicznego, chorób prowadzących do zwężenia oskrzela (nowotwory, ciało obce, ucisk z zewnątrz), alergicznej aspergilozy oskrzelowo-płucnej, AIDS, uszkodzenia płuca w wyniku napromienienia, refluksu żołądkowo-przełykowego.

Ze względu na mechanizm powstawania:
- z pociągania – w przebiegu chorób prowadzących do włóknienia
- bezpośrednie uszkodzenie ściany oskrzela
- zwężenie oskrzela
- z rozdęcia – np. w przebiegu alergicznej aspergilozy oskrzelowo-płucnej

Ze względu na lokalizację:
- jednostronne
- obustronne (w 50% zazwyczaj u podstawy płuc[1])

Ze względu na morfologię:
- cylindryczne – poszerzenie światła oskrzela na długim odcinku, ściany oskrzela są zazwyczaj pogrubiałe
- żylakowate (paciorkowate) – odcinkowe poszerzenia światła oskrzela pomiędzy chrząstkami; obraz sznura koralików
- workowate (torbielowate) – torbielowate poszerzenia, niekiedy z płynem, ściany oskrzela mogą być ścieńczałe

## Objawy
- uporczywy kaszel
- odkrztuszanie dużej ilości wydzieliny, zazwyczaj ropnej, tzw. odpluwanie "pełnymi ustami" (rano lub po zmianie pozycji)
- krwioplucie
- cuchnący oddech
- stany podgorączkowe
- duszność początkowo wysiłkowa, następnie spoczynkowa

W badaniu fizykalnym można stwierdzić rzężenia drobno- i grubobańkowe, szmer oskrzelowy.
W RTG klatki piersiowej obraz nie jest charakterystyczny. Mogą być widoczne ogniska niedodmy, zacienienia spowodowane obecnością poszerzonych oskrzeli wypełnionych śluzem, przestrzenie powietrzne, zmniejszenie przejrzystości płuc, zgrubienia oskrzeli dające obraz "torów tramwajowych". 
Badaniem rozstrzygającym o rozpoznaniu rozstrzeni oskrzeli jest tomografia komputerowa wysokiej rozdzielczości (HRCT). Zazwyczaj konieczne jest również wykonanie bronchoskopii (zwłaszcza przy rozstrzeniach zlokalizowanych po jednej stronie) w celu wykluczenia zmian zamykających światło oskrzela.
Choroba rozwija się powoli, z okresami zaostrzeń, z nawracającymi bakteryjnymi zapaleniami oskrzeli. Stopniowo nasila się kaszel, zwiększa się ilość odpluwanej wydzieliny, pojawia się duszność. W stanach zaawansowanych występują: sinica, palce pałeczkowate, wyniszczenie, niewydolność oddechowa.

## Leczenie
Nie istnieje leczenie przyczynowe, terapia ma na celu regularne oczyszczanie drzewa oskrzelowego i zapobieganie zakażeniom.
Podstawą codziennej terapii jest odpowiednia rehabilitacja oddechowa. Stosuje się drenaż ułożeniowy, wibracje, wstrząsy, oklepywanie, technikę natężonego wydechu (oddychanie przez "zasznurowane usta").
W przypadku gdy dojdzie do zakażenia zazwyczaj stosuje się początkowo antybiotykoterapię empiryczną (antybiotyki o szerokim spektrum działania, bez określenia danego patogenu), a następnie pobiera się badanie bakteriologiczne plwociny w celu określenia lekowrażliwości. Leczenie trwa zazwyczaj 2–3 tygodni. W przypadku zakażenia Pseudomonas aeruginosa skuteczne jest zastosowanie antybiotyku w aerozolu (tobramycyna, gentamycyna). Niekiedy stosuje się przedłużoną terapię makrolidami (azytromycyna) z uwagi na ich działanie przeciwzapalne. W celu ułatwienia odkrztuszania wydzieliny pomocne są mukolityki. W przypadku nadreaktywności oskrzeli stosuje się leki rozszerzające oskrzela.
1–2 razy do roku wskazane jest badanie bakteriologiczne plwociny w kierunku zakażenia mykobakteriami, a także niekiedy w kierunku Aspergillus fumigatus.
W przypadku rozstrzeni oskrzeli zlokalizowanych miejscowo można zastosować leczenie operacyjne. Może być ono także konieczne w przypadku krwotoku zagrażającego życiu (niekiedy stosuje się wówczas embolizację stosownej tętnicy doprowadzającej krew do krwawiącego oskrzela).

## Klasyfikacja ICD10
| kod ICD10     | nazwa choroby                 |
| ------------- | ----------------------------- |
| ICD-10: J47   | Rozstrzenie oskrzeli          |
| ICD-10: Q33.4 | Wrodzone rozstrzenie oskrzeli |